# Kerški preliv
Kerški preliv (rusko: Керченский пролив, ukrajinsko: Керченская протока, krimsko tatarsko Keriç boğazı) je morski preliv, poimenovan po mestu Kerč, ki povezuje Črno in Azovsko morje in ločuje Kerški polotok na polotoku Krimu na zahodu od polotoka Taman ruskega Krasnodarskega Kraja na vzhodu. Preliv je širok 3,1 kilometra do 15 kilometrov in globok do 18 metrov.
Najpomembnejše pristanišče, krimsko mesto Kerč, daje prelivu ime, v antiki znani kot Krimki Bospor. Na strani ožine Krasnodarski Kraj je zaliv Taman, zaprt z otokom Tuzla in z leta 2003 zgrajenim 3,8 kilometra dolgim nasipom Čuška na severu. Rusija je začela graditi večje tovorno pristanišče v bližini Tamana, najpomembnejšem ruskem naselju ob prelivu.

## Zgodovina
Preliv je dolg približno 35 kilometrov in široke 3,1 kilometre na najožjem delu in loči vzhodni podaljšek Krima od Tamana, skrajnega zahodnega podaljška gorovja Kavkaz. V antiki se zdi, da je obstajala skupina otokov, ki so jih sekali rokavi reke Kuban (Hypanis) in različni zalivi, ki so se odtlej zamuljili . Rimljani so preliv poznali kot Cimmerianus Bosporus iz grškega imena Κιμμέριος Βόσπορος, (Kimmérios Bosporos), ki je častil Kimerijce, bližnje stepske nomade . V antiki je bila nizko ležeča dežela blizu preliva znana kot Meotsko močvirje.
Med drugo svetovno vojno je polotok Kerč postal prizorišče več bojev med silami sovjetske Rdeče armade in nacistične Nemčije. Pogostost bojev se je stopnjevala v najhladnejših mesecih v letu, ko je preliv zamrznil, kar je omogočilo gibanje čet po ledu .
Potem ko se je Vzhodna fronta v začetku leta 1943 stabilizirala, je Hitler spomladi 1943 odredil gradnjo 4,8 kilometra cestnega in železniškega mostu čez Kerški preliv, da bi podprl svojo željo po ponovni ofenzivi na Kavkaz. Žičnica (zračna tramvajska proga), ki je začela delovati 14. junija 1943 z dnevno zmogljivostjo tisoč ton, je bila zadostna le za obrambne potrebe 17. armade v Kuban-Brückenkopf. Zaradi pogostih potresov bi ta most potreboval ogromne količine jeklenih nosilcev, njihov prevoz pa bi zmanjšal pošiljke vojaškega materiala na Krim. Most ni bil nikoli dokončan, Wehrmacht pa je septembra 1943 evakuiral Kuban-Brückenkopf .
Leta 1944 so Sovjeti zgradili 'začasni' železniški most (Kerški železniški most) čez preliv. Gradnja je izkoristila zaloge zasežene od Nemcev. Most je začel obratovati novembra 1944, toda premikajoči se plavajoči led je most uničil februarja 1945; rekonstrukcije niso poskušali .
Teritorialni spor med Rusijo in Ukrajino leta 2003 je bil osredotočen na otok Tuzla v Kerškem prelivu. Ukrajina in Rusija sta se dogovorili, da bosta ožino in Azovsko morje obravnavali kot skupne notranje vode.

### Nevihta november 2007
V nedeljo, 11. novembra 2007, so tiskovne agencije poročale o zelo močni nevihti na Črnem morju. Potopile so se štiri ladje, šest se je zletelo na peščeno obalo, dva tankerja pa sta bila poškodovana, kar je povzročilo večje razlitje nafte in smrt 23 mornarjev.
Ruski tanker Volgoneft-139 je naletel na težave v Kerškem prelivu, kjer je iskal zavetje pred navedenim neurjem . Med nevihto se je tanker prelomil na polovico in izpustil več kot 2000 ton kurilnega olja. V neurju so potonili še štirje čolni, kar je povzročilo sproščanje žveplovega tovora. Neurje je oviralo prizadevanja za reševanje članov posadke. Druga žrtev nevihte, ruska tovorna ladja Volnogorsk, naložena z žveplom, je istega dne potonila v pristanišču Kavkaz.

## Trajekt in most
Po vojni je bil leta 1952 ustanovljen trajektni promet čez ožino, ki je povezal Krim in Krasnodarski Kraj (linija Port Krim - Port Kavkaz). Prvotno so bile štiri železniške trajektne ladje; pozneje so dodali tri avtomobilske trajekte. Prevoz vlakov se je nadaljeval skoraj 40 let. Starajoči se železniški trajekti so zastareli v poznih 1980-ih in so bili odstranjeni iz obratovanja. Jeseni 2004 so bile dobavljene nove ladje in ponovno vzpostavljen prevoz z vlaki.
Moskovski župan Jurij Lužkov se je zavzemal za gradnjo mostu za avtocesto. Od leta 1944 so bili predlagani ali poskušani različni projekti, ki so bili vedno ovirani zaradi težke geološke in geografske konfiguracije območja. Gradnja pristopa se je pravzaprav začela leta 2003 s 3,8 kilometra dolgim nasipom, kar je povzročilo konflikt na otoku Tuzla leta 2003.
Po ruski aneksiji Krima leta 2014 se je ruska vlada odločila za izgradnjo mostu čez Kerški preliv. 19-kilometrski Krimski most se je za cestni promet odprl leta 2018, železniški odsek pa se je odprl leta 2019.
Ruski državni mediji trdijo, da je gradnja mostu povzročila povečanje hranil in planktona v vodah, privabljalo je veliko rib in več kot 1000 ogroženih črnomorskih delfinov . Vendar pa Ukrajina trdi, da zvočni hrup in onesnaženje zaradi gradnje mostu in vojaških vaj dejansko lahko ubija črnomorske delfine .
Novembra 2018 je preliv postal prizorišče incidenta, v katerem je ruska mornarica trdila, da so tri ruska plovila vstopila v ruske teritorialne vode. Ruske sile so zasegle plovila in aretirale posadko. V tem času je prehod skozi ožino pod mostom blokirala velika tovorna ladja, postavljena pod most, da je preprečila prehod drugih plovil.

## Kanal Kerč–Enikale
Da bi izboljšali navigacijske zmogljivosti Kerškega preliva, ki je na najožji točki precej plitev, so preko ožine izkopali kanal Kerč-Enikale. Kanal lahko sprejme plovila dolga do 215 metrov z ugrezom do 8 metrov z obvezno pomočjo pilota.

## Ribolov
Na krimski obali preliva je več obratov za predelavo rib. Ribolovna sezona se začne pozno jeseni in traja 2 do 3 mesece, ko se mnogi mornarji podajo na morje lovit ribe. Tamanski zaliv je glavno ribolovno območje, ob morju so raztresene številne ribiške vasi.